# アフリカの言語

伝統的な分類に基づいてアフリカでの 6つの語族の分布を示す地図。ヨーロッパから侵入したインド・ヨーロッパ語族は図に色分けされていない。ただし、アフリカーンス語のみは青文字で南端部に示されている。マダガスカル島以外の島嶼は省かれている。
アフロ・アジア語族
ナイル・サハラ語族
ニジェール・コンゴ語族(A)(ニジェール・コンゴ語族でバントゥー語群以外のもの)
ニジェール・コンゴ語族(B)(バントゥー語群)
コイサン諸語
オーストロネシア語族 （マダガスカル語。東南アジアに由来する）

アフリカの土着語の地図。

アフリカで母語として話される言語は2100種類以上、数え方によっては3000種類以上あり、次のように複数の大きな語族にまたがっている。
- アフロ・アジア語族（セム・ハム語族）。中東、北アフリカ、アフリカの角やサヘルの一部に分布。
- ナイル・サハラ語族。スーダンとチャドに分布。この分類については議論がある。
- ニジェール・コンゴ語族。西部、中部、東部に分布。
- コイサン諸語。ナミビアとボツワナの砂漠地帯に集中して分布。
- オーストロネシア語族。マダガスカルに分布。
- インド・ヨーロッパ語族。アフリカ大陸の南端部に分布。

他にもいくつもの小さな語族や孤立した言語、それにまだ分類されていない未分類言語が分布している。加えて、アフリカには多様な手話が存在し、その多くは孤立した言語となっている。
言語によっては口笛や太鼓を用いた長距離でのコミュニケーションが行われる。口笛言語、シルボやトーキングドラムを参照。

## 概観
アフリカの言語のうちおよそ100の言語が民族内でのコミュニケーションに広く使われており、なかでもアラビア語、ベルベル語、アムハラ語、ソマリ語、オロモ語、スワヒリ語、ハウサ語、イボ語、ヨルバ語は数千万人によって話されている。最大100ほどの似通った言語からなる方言連続体をひとつとして数えることにすると、上位12言語はあわせて75パーセント、上位15言語は85パーセントのアフリカ人によって母語もしくは別個に習得した言語として用いられている。
アフリカの多くの国では言語が非常に多様であるため（ナイジェリア国内だけでも 500以上の言語が分布しており、これは世界で最も言語が密に分布している例のひとつである）、植民地支配が終わってからの時代において言語政策はたいへん重要な課題となった。近年、アフリカ諸国では自国で受け継がれてきた言語の価値に関する意識が高まっており、こんにち策定されている言語政策はほとんどの場合多言語主義を目標としている。例えば、アフリカの言語は全てアフリカ連合の公用語（英語版）とみなされるし、アフリカ連合は2006年を“アフリカ言語年”として宣言している。しかしながら、多くの中程度の規模を持つ言語がラジオや新聞、小学校での教育で用いられ、さらに規模の大きいもののなかには国語とみなされるものもある一方で、国家のレベルで公用語となっているものは一握りにすぎない。

## 分類
アフリカで話される言語の殆どはアフロ・アジア語族、ナイル・サハラ語族、ニジェール・コンゴ語族のいずれかの語族に属しており、そのほか数百の言語がウバンギ諸語のような小さな語族や、まとめてコイサン諸語と呼ばれる色々な語族、またはアフリカ以外の地域に起源があるインド・ヨーロッパ語族やオーストロネシア語族に分類される。インド・ヨーロッパ語族とオーストロネシア語族の言語の存在は最大でそれぞれ2600年前および1000年前まで遡ることができる。これらに加えて、アフリカの言語にはいくつもの未分類の言語（英語版）と手話が含まれる。

### アフロ・アジア語族
アフロ・アジア語族は中東、北アフリカ、アフリカの角、さらにサヘルの一部にわたって用いられており、アフロ・アジア語族に分類される言語はおよそ 375言語、話者はあわせて 3億5000万人以上である。下位分類の主なものにはベルベル語派、セム語派、チャド語派、クシ語派などがある。これらの言語の発祥地 (en:Afroasiatic Urheimat) は明らかではないが、もっとも広がった分派であるセム語派（アラビア語、アムハラ語、ヘブライ語等を含む）はアラビア半島で発達したもののようである。このセム語派は、アフロアジア語族の中でアフリカの外で話されている唯一の系統である。
アフロ・アジア語族のなかで最も広く用いられているのは、アラビア語（セム語派に属し、最近になって西アジアからやってきたもの）、ベルベル語（ベルベル語派）、ハウサ語（チャド語派）、アムハラ語（セム語派）、オロモ語（クシ語派）、ソマリ語（クシ語派）などである。アフロ・アジア語族はメソポタミアのアッカド語と古代エジプトのエジプト語を含むために、現在世界にある語族のなかで文書による記録をもっとも古くまで遡ることができる。

### ナイル・サハラ語族
ナイル・サハラ語族に分類される言語は極めて多様で、そのためエジプト南部からタンザニア北部まで広がり、ナイジェリアとコンゴ民主共和国の中まで及び、ニジェール川の中流に沿って分布するソンガイ語を地理的境界として100以上の言語を含むこの分類については、論争がある。これらの言語には共通した珍しい形態論的特徴があるが、これらを類縁関係にあるものとするならば、ほとんどの語派は共通祖語から分岐してから大規模な再構成を受けたと考えなくてはならない。ソンガイ語を含めるかどうかは不確かであり、Koman 語派、Gumuz 語派、カドゥ諸語については疑念が呈されている。
ナイル・サハラ語族に属する言語のうちでよりよく知られているものにはカヌリ語、ソンガイ語、ヌビア諸語、また、ルオ諸語、ディンカ語、マサイ語などを含み広い地域にわたって分布するナイル諸語などがある。ナイル諸語は声調言語である。

### ニジェール・コンゴ語族
ニジェール・コンゴ語族は言語の数という点からいえばアフリカで、そして恐らく世界でも、最大の語族である。特筆すべき特徴の1つとして文法的性のように一致を起こす複雑な名詞クラスを持つことが挙げられる。ヨルバ語、イボ語、アカン語をはじめとして、この語族に属する言語の大多数は声調言語である。ニジェール・コンゴ語族のなかの大きなグループであるバントゥー語群は地理的にいってその他のグループ全体よりも多くの面積にわたって分布している（上図の地図の ニジェール・コンゴ語族(B)を見よ）。
なお、1950年代にジョーゼフ・グリーンバーグによって、ニジェール・コンゴ語族とスーダン中南部で用いられるコルドファン語派とをあわせたニジェール・コルドファン語族が提唱されており、こんにちでは言語学者は、「ニジェール・コンゴ語族」という単語で、コルドファン語派を下位分類に含むこの語族全体を指すことも多い。その理由のひとつには、コルドファン語派がニジェール・コンゴ語族の他の言語から最初に分岐したものであるかが不明確であることがあり、マンデ語派はコルドファン語派と同程度かそれ以上に分化したものであるという主張がなされている。マンデ語派およびドゴン語派を含めることに疑義を唱える言語学者も少数おり、ウバンギ諸語を含めることには決定的な根拠がないものの、ニジェール・コンゴ語族自体は言語学者一般に受けいれられている。

### コイサン諸語
コイサン諸語 というのは30万人から40万人によって用いられるおよそ30の言語を総称する便宜上の用語である。コイサンのうちにはナミビアとボツワナに主に見られるコエ語族、ツウ語族、クン・ホアン語族、および孤立した言語であるタンザニアのサンダウェ語、ハヅァ語の5つの語族が含まれ、これらの関係性は今のところ示されていない。コイサン諸語の際立った特徴は吸着音を用いることであり、これら諸語がしばしば一纏めにされる理由となっている。近接した地域のバントゥー諸語（とりわけコサ語やズールー語）にも吸着音があるが、これらはコイサン諸語から取り入れられたものである。コイサン諸語は声調言語でもある。
- コエ語族：およそ10言語を含む。ナミビアとボツワナのコイサン諸語の最大勢力である。
- ツウ語族：現存するのは2言語。
- クン・ホアン語族：アフリカ南部の言語。
- サンダウェ語：タンザニアの孤立した言語。コエ語族と関連している可能性がある。
- ハヅァ語：タンザニアの孤立した言語。

アフリカ南部のコイサン諸語に含められる5つの語族は今のところアフリカの主要な語族のいずれとも関連が示されていない。

### オーストロネシア語族
アフリカで用いられる言語の中にはアフリカ大陸以外の地域に集中して分布していたり、アフリカ大陸以外の地域に起源を持つ言語がある。例えばマダガスカルの言語であるマダガスカル語はオーストロネシア語族に属する。

### インド・ヨーロッパ語族
アフリカーンス語は、アフリカのほとんどのクレオール言語の語彙の基盤となった言語 (en:Lexifier) と同様インド・ヨーロッパ語族に属し、アフリカで発展したインド・ヨーロッパ語族の言語として知られている唯一のものである。
植民地時代以来、アフリカーンス語、英語、フランス語、イタリア語、ポルトガル語、スペイン語のようなインド・ヨーロッパ語族の言語は多くの国で公用語の地位を持ち、一般にはリングワ・フランカとして広く用いられている。 ドイツ語はかつてアフリカでのドイツの植民地において、1800年代後半から第一次世界大戦でイギリスとフランスがドイツを引き継ぎドイツ語を公用語から外すまで広く用いられていた。ただしナミビアでは今でもおもに白人によってドイツ語が話されており、1990年代に公用語ではなくなったものの、代わりに国語として認められている。グジャラート語などのインド系の言語はもっぱら南アジアからの移住者によってのみ用いられている。歴史を遡れば、アフリカ大陸のあちこちで他のインド・ヨーロッパ語族の言語を見つけることができる。エジプトにおける古代ペルシア語やコイネー、北アフリカにおけるラテン語やヴァンダル語、アフリカの角におけるペルシア語などである。

### その他の言語

#### 小さな語族
上記のアフリカの語族のどれにも属することが証明されていない語族がいくつも存在する（ナイル・サハラ語族の下位分類については上で述べたから繰り返さない）。
- マンデ語族：マリやギニアの主要な言語をはじめ70言語あまりを含む。一般的にニジェール・コンゴ語族から派生したものと考えられているが、未だに議論がある。
- ウバンギ語族（英語版）：中央アフリカ共和国の言語をはじめ70言語あまりを含む。
- バンギメ語：マリの言語で、孤立した言語である可能性がある。

#### 未分類の言語
アフリカにおいてはかなりの数の未分類言語が報告されている。多くは単純にデータが不足しているために未分類のままなのであるが、ある程度は調査がなされたものの、簡単には分類を決定できないものには次のようなものがある。
- アフロ・アジア語族の可能性：オンゴタ語, ゴンバ語（英語版）
- ナイル・サハラ語族の可能性：シャボ語
- ニジェール・コンゴ語族の可能性：ジャラー語, en:Mbre language, en:Bayot language
- コイサン諸語に含まれる可能性：クワディ語
- 不明：ラール語, ムプレ語（英語版）

これらのなかでは、ジャラー語が孤立した言語である可能性が最も高い。
調査がさらに不足しているものには en:Rimba language, ルオ語、マワ語、 en:Rer Bare（バントゥー諸語の可能性がある）、ベテ語 （明らかにジュクン諸語）、en:Bung language（はっきりしない）、en:Kujarge language（明らかにチャド語派）、en:Lufu language（ジュクン諸語）、メロエ語 (アフロ・アジア語族の可能性), オロポム語（実在しない言語である可能性）、en:Weyto language（明らかにクシ語派）などがある。これらのうち複数がすでに死語となっており、そのため将来的にそれらについての十分な比較言語学的データが得られることはなさそうである。Hombert & Philippson (2009) にはいずれかの時点で孤立した言語として分類されたことのあるアフリカの言語が列挙されている。そのうちの多くは単純に未分類なだけであるが、Hombert & Philippson によれば、アフリカには孤立した言語を含めておよそ20の語族が存在するとされる。上で孤立した言語の可能性があるものとして挙げたもののほかには、次のようなものがある。
- Aasax または Aramanik（タンザニア）（南クシ諸語（英語版）？クシ語派にない語彙を含む）
- イムラゲン語（英語版）（モーリタニア）：ソニンケ語を基盤にアラビア語の変種が再構築されたもの[訳語疑問点]
- Kara (en:Fer language?) （中央アフリカ共和国）
- Oblo（カメルーン）（アダマワ語群？死語？）

Roger Blench はさらに次のものを可能性として指摘している。
- デファカ語（英語版）（ナイジェリア)
- Dompo（ガーナ)

#### クレオール言語
多言語主義政策や植民地としての過去のためもあって、世界のクレオール言語のかなりの割合がアフリカに存在する。インド・ヨーロッパ語族の言語に由来するもの（例えばシエラレオネのクリオやそれとよく似たナイジェリアやカメルーンの一部の西アフリカピジン英語は英語から、カーボベルデのカーボベルデ・クレオール語、ギニアビサウとセネガルのギニアビサウ・クレオール語 はいずれもポルトガル語から、セーシェルのセーシェル・クレオール語やモーリシャスのモーリシャス・クレオール語はフランス語から、など）、アラビア語に由来するもの（例えばスーダン南部の Juda Arabic やウガンダとケニアの一部の Nubi language）、現地語に由来するもの（例えば中央アフリカ共和国の主要な言語であるサンゴ語）などがある。またカメルーンではフランス語・英語・現地のアフリカ系言語の3つを基盤にしたカムフラングレ (Camfranglais) が広がりはじめている。

#### 手話
アフリカの国の中にはその国の標準手話が存在するところも多く、例えばアルジェリア手話、 チュニジア手話、エチオピア手話などがある一方、小さな地域や村ひとつで限定して使われているものもあり、この例としてはガーナのアダモロベ手話を挙げることができる。タンザニアではろう学校ごとにひとつ、計7つの手話が存在するが、いずれも非推奨のものである。こうした言語については情報が不足しており、あまり多くのことは知られていない。

## アフリカにおける言語
アフリカ大陸での多言語の長い歴史を通じて、アフリカの言語は言語接触、言語拡大、言語移行, 言語の死といった現象の影響を受けてきた。バントゥー諸語を話す民族がサブサハラアフリカの殆どに広がり、東アフリカや南部アフリカのコイサン諸語を話す民族に取って代わったバントゥー拡散 (en:Bantu expansion) はその好例である。別の例としては7世紀のアラブ拡散があり、これはアラビア語の発祥地であるアジアから北アフリカの多くの部分への進出につながった。
交易言語もまた、アフリカの言語を概観する上で見られる古くからの現象のひとつである。文化的・言語的革新は交易路に沿って広がり、交易で支配的な民族の言語はより広い範囲でのコミュニケーションに用いられるものに発展していった（リングワ・フランカ）。この点からいって特に重要なのはベルベル語（北・西アフリカ）、ジュラ語（西アフリカ西部）、フラニ語（西アフリカ）、ハウサ語（西アフリカ）、リンガラ語（コンゴ）、スワヒリ語（東アフリカ）、ソマリ語（アフリカの角）、アラビア語（北アフリカ、西アフリカ、東アフリカ）である。
独立を勝ち取ったのち、多くのアフリカの国では国家のまとまりを目指して政府と教育で用いる言語が1つ（旧植民地の言語が一般的である）選ばれた。しかし、近年ではアフリカの国家は言語的多様性の維持に次第に協力的になってきており、こんにち策定されている言語政策はほとんどの場合多言語の共存を目標としている。

### 公用語
| アフリカーンス語 | ポルトガル語 |
| アラビア語       | スペイン語   |
| 英語             | スワヒリ語   |
| フランス語       | その他       |

アフリカ各国の公用語

旧植民地時代から用いられる英語、フランス語、ポルトガル語、スペイン語の他に、以下の言語がアフリカにおいて国家レベルの公用語となっている。
- アラビア語：アルジェリア、エジプト、エリトリア、コモロ、スーダン、ジブチ、ソマリア[7] 、チャド、チュニジア、モーリタニア[8] 、モロッコ、リビア
- ベルベル語：モロッコ、アルジェリア
- アムハラ語：エチオピア
- ティグリニャ語：エリトリア
- ソマリ語：ソマリア、ジブチ
- ツワナ語：ボツワナ、南アフリカ共和国
- スワヒリ語：タンザニア、ケニア、ウガンダ
- コモロ語：コモロ
- チェワ語：マラウイ、ザンビア
- ルワンダ語：ルワンダ。なおルンディ語と関係が深い
- ルンディ語：ブルンジ。ルワンダ語と関係が深い
- サンゴ語：中央アフリカ共和国
- スワジ語：スワジランド、南アフリカ共和国
- マダガスカル語：マダガスカル
- セーシェル・クレオール語：セーシェル
- モーリシャス・クレオール語：モーリシャス
- ソト語：レソト、南アフリカ共和国
- アフリカーンス語、ズールー語、コサ語、南ンデベレ語、北ソト語、ツォンガ語、ヴェンダ語：南アフリカ共和国[9]

### 越境的な言語
1884年から1885年にかけてのベルリン会議に基づいて欧州各国が設定した植民地の境界は、非常に多くの民族と言語共同体を分割する結果になった。この境界はその話者によって引かれたものではないし、話者が国境を超えたためにこのような分布になっているわけでもないという点からいえば、この“越境的な言語” (en:cross-border language) という呼び名は誤解を招きうるものである。とはいえ、この名前がもつ（とくに公用語が違う場合に）国境の両側にまたがって言語や正書法などが分布しているという含みは、アフリカの多くの言語の現状をよく説明するものである。主な例には、ベルベル語（北アフリカの多くの部分および西アフリカの一部まで広がる）、スワヒリ語、フラニ語がある。
マリ共和国の元大統領でAU委員会の元委員長でもあるアルファ・ウマル・コナレなど、アフリカの著名人の幾人かは、越境的な言語がアフリカの合一を促進しうる要素であると述べている。

### 言語の変化と言語計画
アフリカにおいても世界の他の地域においてと同様、言語は静的なものではなく、国境の（おそらくはそう大きくはない）影響に加えて、方言の統一化 (en:dialect levelling) （イボ語が一例であるが、他にも多くの例があるだろう）、コイネー言語の成立（ンコ語やおそらく en:Runyakitara language など）、新しい方言の成立（シェンなど）などの例がある。国によっては標準語の策定に向けて公的な取り組みが行われている。
さらに危機に瀕する言語と見なされうるような話者の少ない言語も多く存在する。

### 話者人口
8億6000万人（2005年。2009年では10億人）のアフリカ人のうち、およそ17％がアラビア語方言のいずれかを話す。およそ10%は東アフリカのリングワ・フランカであるスワヒリ語を話し、ベルベル語と西アフリカのリングワ・フランカであるハウサ語はそれぞれおよそ5%の人によって用いられる。西アフリカの重要な言語には他にヨルバ語、イボ語、フラニ語を挙げることができる。アフリカの角の主要な言語にはアムハラ語、オロモ語、ソマリ語があり、アフリカ南部ではズールー語とアフリカーンス語が重要である。
英語、フランス語、ポルトガル語、スペイン語もまたアフリカにおける重要な言語である。それぞれ1億3000万、1億1500万、2000万、1000万人のアフリカ人がこれらの言語を母語あるいは第二言語として用いている。他の要素のなかでも単純な人口比という点から、アフリカはこれらの国際語についての主導権をますます握りつつあり、その発展と成長についてかつてないほどの影響力を持つようになってきている。

## 言語学的特徴
アフリカで話される言語の特徴の中には、アフリカの中で特に一般的な特徴もある一方、それほどは一般的ではないものもある。こうした共通の特徴は、おそらくはすべてのアフリカの言語が同じ起源を持つために存在するのではなく、言語接触とそれによる借用によるものであったり、特定のイディオムや言い回しが共通しているのは文化的背景が類似しているためであったりする可能性がある。

### 音韻
アフリカで広く見られる音韻的特徴には以下のようなものがある。
- ある種の子音、たとえば入破音 (/ɓa/), 放出音 (/kʼa/), 唇歯はじき音、さらに南アフリカでは吸着音 (/ǂa/, /ᵑǃa/). 真の入破音はアフリカ以外では稀であり、はじき音や吸着音はほとんど知られていない。
- 二重に発音される両唇軟口蓋閉鎖音、たとえば /k͡pa/, /ɡ͡ba/ がサハラ以南の広い地域で見られる。
- 前鼻母音化した子音、たとえば /mpa/, /ŋɡa/ のようなものはアフリカでは広く見られるが、アフリカ以外ではあまりみられない。
- 語頭での閉鎖音と摩擦音の連続、例えば /fsa/, /pta/, /dt͡sk͡xʼa/ などがアフリカ全体にわたって顕著である。
- 鼻母音と共起している場合にのみ生じる鼻閉鎖音、例えば [ba] に対して [mã], （一方 [pa] と [pã] は両方存在する）が特に西アフリカで見られる。
- 前方舌根性を区別する母音。
- 文法的な意味を持つ、単純な声調システム。

口蓋垂音、二重母音、前舌円唇母音などはアフリカの言語では比較的稀である。
声調言語は世界中に分布しているが、とくにアフリカでその数が多い。ナイル・サハラ語族とコイサン諸語はいずれもすべて声調言語であり、ニジェール・コンゴ語族の大多数もそうである。ほかにもアフロ・アジア語族のオモ語派、チャド諸語、南部および東部クシ語派などは声調言語を含む。最も一般的な声調システムでは高低ふたつを区別する。曲線声調も起こり、2つ以上の声調がひとつの音節で連続したものと解釈できることが多い。声調メロディーは重要な役割を演じており、これは声調の並び（“メロディー”）を、それを担う分節音と切り離して考えることで高度な一般化が可能であることを意味している。種々の連続変調もアフリカの言語では一般的である。

### 統語
統語形容名詞がよく使われること、「〜にまさる・をしのぐ」 ('to surpass') という動詞を用いて比較を表現することなどが、統語構造について広く見られる。ニジェール・コンゴ語族の言語は、動詞その他の単語と一致を起こす非常に多数の文法的性（名詞クラス）を持つことで有名である。格、時制その他の文法範疇は、声調によってのみ区別されることもある。

### 意味論
動物と肉を表すのに同じ単語を用いることがかなり多く、 とくにnama ないし nyama という単語は、それ以外の単語についてはかなり多様なアフリカの言語のなかで広い範囲で見られる。

### 全般
- en:Languages of the African Union
- アフリカの表記体系（英語版）
- en:Journal of West African Languages

### 書籍・論文
- en:Polyglotta Africana
- en:The Languages of Africa

### 分類について
- カール・リヒャルト・レプシウス
- en:Wilhelm Bleek
- en:Carl Meinhof
- en:Diedrich Hermann Westermann
- ジョーゼフ・グリーンバーグ

## 脚註
1. ↑  Heine, Bernd; Heine, Bernd, eds (2000). African Languages: an Introduction. Cambridge University Press
2. ↑  Epstein, Edmund L.; Kole, Robert, eds (1998). The Language of African Literature. Africa World Press. p. ix. ISBN 0-86543-534-0 2011年6月23日閲覧. "Africa is incredibly rich in language—over 3,000 indigenous languages by some counts, and many creoles, pidgins, and lingua francas."
3. ↑  “HUMAN DEVELOPMENT REPORT 2004”.   United Nations Development Programme (2004年). 2013年4月17日閲覧。
4. ↑  “Ethnologue report for Nigeria”. Ethnologue Languages of the World. 2013年4月17日閲覧。
5. ↑  African Union Summit 2006 Khartoum, Sudan. SARPN.
6. ↑  Jean-Marie Hombert & Gérard Philippson. 2009. "The linguistic importance of language isolates: the African case." In Peter K. Austin, Oliver Bond, Monik Charette, David Nathan & Peter Sells (eds). Proceedings of Conference on Language Documentation and Linguistic Theory 2. London: SOAS.
7. ↑  According to article 7 of The Transitional Federal Charter of the Somali Republic: “The official languages of the Somali Republic shall be Somali (Maay and Maxaatiri) and Arabic. The second languages of the Transitional Federal Government shall be English and Italian.”
8. ↑  CIA – The World Factbook.
9. ↑  www.southafrica.info/about/people/language.htm.
10. ↑  African languages for Africa's development ACALAN (French & English).